# Фокке, Иван Григорьевич
Фокке Иван Григорьевич (1882 г. — 12.03.1925 г. Таллин, Эстония) — инженер-электрик, участник Первой мировой войны, офицер Генерального Штаба, подполковник, консультант русской делегации на Брест-Литовских переговорах, литератор.

## Биография
Иван Григорьевич (имя при рождении — Джон Гугович) Фокке родился в небогатой семье Ревельских ремесленников в 1882 году. Окончил реальное училище в Таллине и служил по телеграфному ведомству, что дало ему возможность с сохранением содержания поступить в Петербургский Электротехнический институт. После начала студенческих волнений Фокке из института ушел и поступил в Константиновское артиллерийское училище. Выпущен подпоручиком. В 1906 году окончил Николаевскую академию Генерального Штаба. На 1909 года — штабс-капитан 37-го артиллерийского парка в Усть-Тосно, Петербургская губерния. 09.06.1910 году уволен со службы по семейным обстоятельствам и зачислен в артиллерийское ополчение по Петербургской губернии. Поступил на электромеханическое отделение Санкт-Петербургского политехнического института. Окончил вуз уже во время войны. Участник Первой мировой войны. Причислен к Генеральному Штабу. С 27.12.1916 года — старший адъютант штаба 70-й пехотной дивизии, капитан. Позже — начальник штаба той же дивизии. С 15.07.1917 года — подполковник. В конце 1917 года в штабе 1-й Армии. В качестве военного советника с декабря 1917 года принимал участие в Брест-Литовских переговорах. После окончания войны жил в Эстонии, где служил по министерству путей сообщения.
Написал книгу «На сцене и за кулисами Бреста», в которой разоблачил подпольные махинации большевиков во время переговоров в Бресте. В 20-30 годы книга выдержала несколько изданий в европейских странах. В России была опубликована только в постсоветское время в 1993 году.
Умер И. Г. Фокке 12.03.1925 года в Таллине.

## Сочинения
На сцене и за кулисами Брестской трагикомедии. Архив Русской Революции. т. ХХ, Берлин 1930, Терра-Политиздат, 1993 г. Москва.